# Tamara Tansykkoezjina

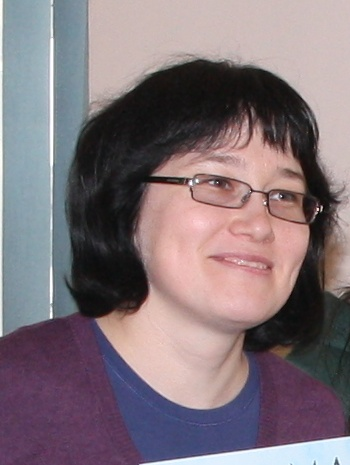
Tamara Tansykkoezjina (2010).

Tamara Michajlovna Tansykkoezjina (Russisch: Тамара Михайловна Тансыккужина) (Oefa (Basjkirostan), 11 december 1978) is een Russisch damster. Ze werd in 2000 winnares van het eerste Europees kampioenschap dammen voor vrouwen. Ze volgde in 2001 Zoja Golubeva op als wereldkampioen bij de vrouwen en veroverde die titel eveneens in 2002, 2004,  2007, 2012 en 2019. 